# Seiko Matsuda
Seiko Matsuda (松田 聖子 Matsuda Seiko?) (Prefectura de Fukuoka; 10 de marzo de 1962) es una cantante de J-Pop. Su nombre verdadero es Noriko Kamachi (蒲池 法子 Kamachi Noriko?).
Nacida en la ciudad de Kurume, la cantante alcanzó la fama ya en 1982 como un ídolo adolescente con su primer sencillo "Hadashi no Kisetsu", el cual se convirtió en su primer #1 (de un total de 24, sólo superado recientemente por Ayumi Hamasaki).
Ayumi Hamasaki le ha quitado el trono de la artista femenina con más #1s en la historia de todo Japón, y también el trono de la cantante con más sencillos #1s consecutivos desde hace más de dos décadas, a sus cortos 31 años. Seiko es una de las cantantes más respetadas y conocidas de Japón.

## Biografía
Nacida como Noriko Kamachi en un pequeño pueblo de la Prefectura de Fukuoka al sur de Japón, Matsuda vivió toda su infancia pensando en convertirse en una cantante, y tenía ambiciosos planes para poder alcanzar su meta. A los 16 años de edad fue la ganadora en CBS-Sony, un casting regional que buscaba a cantantes jóvenes. Seiko quedó postulada para pasar a nivel nacional dentro del casting, pero su padre, que era bastante conservador, le impidió abandonar sus estudios para perseguir su sueño.
A escondidas de su familia, y apoyada por ejecutivos de la agencia, la joven comenzó a tomar clases de canto, y en 1979 viajó sola a Tokio para audicionar nuevamente, competencia de la cual salió ganadora, para la agencia de talentos Sun Music. Sony apostó enormemente a la cantante desde ese momento llamada Seiko Matsuda, con una campaña promocional de 70 millones de yens aproximadamente, en lo que sería su primer sencillo, aparte de poner su rostro en varios comerciales de televisión. Su primer sencillo se convirtió en gigantesco éxito, lo que le dio a final del año de su debut un ingreso de más de 8 billones de yens para Sony Music.
Durante su auge de popularidad (en los años 80), Seiko Matsuda llevar 24 de sus sencillos al primer lugar de las listas de Oricon, todos ellos de manera consecutiva, y mientras su fama crecía más y más también lo hacía el número de muchachas fanáticas a través de Japón, convirtiéndose en un fenómeno de definición de la década de los 80. En 1985 la cantante contrajo matrimonio con el actor Masaki Kanda, y estuvieron casados poco más de 12 años.
En 1988 Seiko internacionalizó su estilo, llevando su música a los Estados Unidos, pero la respuesta del público americano fue deplorable, y los planes de llevar la música de la cantante fuera de Asia se descartaron con el tiempo. Sin embargo en 1995 se realizaron nuevos intentos dentro de América, lo que incluyó un álbum lanzado bajo el sello Mercury, aparte de un cameo especial en la película Armageddon.
Aunque ya es conocida como una cantante senior y su popularidad no es tan grande como antes, Seiko Matsuda fue nombrada una de las artistas de J-Pop con más influencia dentro de la industria musical japonesa.
También es empresaria y  dueña de su propio sello disquero que acoge también a otros artistas entre los que se incluía su hija Sayaka, quien falleció en 2021. HMV ha calificado a Matsuda como la décima artista japonesa más importante de todos los tiempos y la séptima cantante más importante.
En la actualidad Seiko ha lanzado exactamente 65 sencillos desde su debut en 1980, y más de 40 álbumes.

## Discografía

### Estudio
1. SQUALL (1 de agosto de 1980)
2. North Wind (1 de diciembre de 1980)
3. Silhouette ～Silhouette～ (～シルエット～?) (21 de mayo de 1981)
4. Kazetachinu (風立ちぬ?) (21 de octubre de 1981)
5. Pineapple (21 de mayo de 1982)
6. Candy (10 de noviembre de 1982)
7. Utopia (ユートピア?) (1 de junio de 1983)
8. Canary (10 de diciembre de 1983)
9. Tinker Bell (10 de junio de 1984)
10. Windy Shadow (8 de diciembre de 1984)
11. The 9th Wave (5 de junio de 1985)
12. SOUND OF MY HEART (15 de agosto de 1985)
13. SUPREME (1 de junio de 1986)
14. Strawberry Time (16 de mayo de 1987)
15. Citron (11 de mayo de 1988)
16. Goya... Uta Detsudzuru Shougai (ゴヤ…歌でつづる生涯?) (21 de mayo de 1989)
17. Precious Moment (6 de diciembre de 1989)
18. Seiko (7 de junio de 1990)
19. We Are Love (10 de diciembre de 1990)
20. Eternal (2 de mayo de 1991)
21. 1992 Nouvelle Vague (25 de marzo de 1992)
22. Sweet Memories '93 (2 de diciembre de 1992)
23. DIAMOND EXPRESSION (21 de mayo de 1993)
24. A Time for Love (21 de noviembre de 1993)
25. Glorious Revolution (12 de junio de 1994)
26. It's Style '95 (21 de mayo de 1995)
27. Vanity Fair (27 de mayo de 1996)
28. WAS IT THE FUTURE (10 de junio de 1996)
29. Guardian Angel (5 de diciembre de 1996) - ミニアルバム
30. My Story (21 de mayo de 1997)
31. Sweetest Time (3 de diciembre de 1997) - ミニアルバム
32. Forever (8 de mayo de 1998)
33. Eien no Shojo (永遠の少女?) (18 de diciembre de 1999)
34. 20th Party (28 de junio de 2000)
35. LOVE & EMOTION Vol. 1 (20 de diciembre de 2001)
36. LOVE & EMOTION VOL. 2 (28 de noviembre de 2001)
37. area62 (21 de junio de 2002)
38. Sunshine (9 de junio de 2004)
39. fairy (6 de abril de 2005)
40. Under the beautiful stars (7 de diciembre de 2005)
41. bless you (31 de mayo de 2006)
42. Eternal 2 (6 de diciembre de 2006)
43. Baby´s Breath (6 de junio de 2007)
44. My Pure Melody (21 de mayo de 2008)
45. My Prelude (26 de mayo de 2010)
46. Cherish (1 de junio de 2011)
47. Very, Very (6 de junio de 2012)
48. A Girl In The Wonderland (5 de junio de 2013)
49. Dream & Fantasy (4 de junio de 2014)
50. Bibbidi-Bobbidi-Boo (10 de junio de 2015)
51. Shining Star (8 de junio de 2016)
52. Daisy (7 de junio de 2017)
53. Merry Go Round  (6 de junio de 2018)

### Compilaciones
1. Seiko・fragrance (1 de noviembre de 1981)
2. Seiko・index (1 de julio de 1982)
3. Kiniro no Ribon (金色のリボン?) (5 de diciembre de 1982)
4. Seiko・plaza (11 de noviembre de 1983)
5. Touch Me, Seiko (15 de marzo de 1984)
6. Seiko・Town (1 de noviembre de 1984)
7. Seiko・Avenue (21 de noviembre de 1984)
8. Seiko-Train (6 de marzo de 1985)
9. Seiko・Box (10 de noviembre de 1985)
10. LOVE BALLADE (21 de noviembre de 1986)
11. Snow Garden (21 de noviembre de 1987)
12. Seiko Monument (21 de julio de 1988)
13. Christmas Tree (21 de noviembre de 1991)
14. Bible (1 de noviembre de 1991)
15. Bible II (1 de diciembre de 1994)
16. Bible III (1 de marzo de 1996)
17. Complete Bible (21 de septiembre de 1996)
18. Winter Tales (1 de noviembre de 1996)
19. Seaside ～Summer Tales (21 de junio de 1997)
20. Dear (21 de noviembre de 1997)
21. Seiko Celebration (18 de julio de 1998)
22. Seiko '96-'98 (30 de noviembre de 1998)
23. Seiko Ballad ～20th Anniversary (1 de abril de 1999)
24. SEIKO MATSUDA:RE-MIXES (6 de octubre de 1999)
25. SEIKO SUITE (5 de julio de 2000)
26. seiko remixes 2000 (27 de septiembre de 2000)
27. 「LOVE」Seiko Matsuda 20th Anniversary Best Selection (29 de noviembre de 2000)
28. Another side of Seiko 27 (27 de noviembre de 2003)
29. Another side of Seiko 14 (27 de noviembre de 2003)
30. Best of Best 27 (14 de abril de 2004)
31. Best of Best 13 (14 de abril de 2004)
32. 「Seiko Smile」Seiko Matsuda 25th Anniversary Best Selection (26 de enero de 2005)
33. Seiko Matsuda (Box Set) (19 de julio de 2006)
34. Diamond Bible (30 de septiembre de 2009)
35. Seiko Matsuda Christmas Songs (11 de noviembre de 2009)
36. SEIKO STORY ~80's HITS COLLECTION~ (7 de diciembre de 2011)
37. Etranger (30 de mayo de 2012)
38. Seiko Matsuda Best Ballad (24 de diciembre de 2014)
39. We Love Seiko - 35th Anniversary Matsuda Seiko Kyukyoku All Time Best 50 Songs (9 de diciembre de 2015)

### Singles
1. Hadashi no Kisetsu (裸足の季節?) (1 de abril de 1980)
2. Aoi Sangoshō (青い珊瑚礁?) (1 de julio de 1980)
3. Kaze wa Aki-iro (風は秋色?) (1 de octubre de 1980)
4. Cherryblossom (チェリーブラッサム?) (21 de enero de 1981)
5. Natsu no Tobira (夏の扉?) (21 de abril de 1981)
6. Shiroi Parasol (白いパラソル?) (21 de julio de 1981)
7. Kaze-tachi-nu (風立ちぬ?) (7 de octubre de 1981)
8. Akai Sweet Pea (赤いスイートピー?) (21 de enero de 1982)
9. Nagisa no Balcony (渚のバルコニー?) (21 de abril de 1982)
10. Komugi-iro no Mermaid (小麦色のマーメイド?) (21 de julio de 1982)
11. Nobara no Etude (野ばらのエチュード?) (21 de octubre de 1982)
12. Himitsu no Hanazono (秘密の花園?) (3 de febrero de 1983)
13. Tengoku no Kiss (天国のキッス?) (27 de abril de 1983)
14. Glass no Ringo (ガラスの林檎?) / SWEET MEMORIES (1 de agosto de 1983)
15. Hitomi wa Diamond (瞳はダイアモンド?) (28 de octubre de 1983)
16. Rock'n Rouge (1 de febrero de 1984)
17. Jikan no Kuni no Alice (時間の国のアリス?) (10 de mayo de 1984)
18. Pink no Mozart (ピンクのモーツァルト?) (1 de agosto de 1984)
19. Heart no Earing (ハートのイアリング?) (1 de noviembre de 1984)
20. Tenshi no Wink (天使のウィンク?) (30 de enero de 1985)
21. Boy no Kisetsu (ボーイの季節?) (9 de mayo de 1985)
22. DANCING SHOES (24 de junio de 1985)
23. Strawberry Time (22 de abril de 1987)
24. Pearl-White Eve (6 de noviembre de 1987)
25. Marrakech ～マラケッシュ～ (14 de abril de 1988)
26. Tabidachi wa Fresia (旅立ちはフリージア?) (7 de septiembre de 1988)
27. Precious Heart (15 de noviembre de 1989)
28. THE RIGHT COMBINATION (15 de julio de 1990)
29. who's that boy (1990)
30. We Are Love (21 de noviembre de 1990)
31. Kitto, Mata Aeru... (きっと、また逢える…?) (5 de febrero de 1992)
32. Anata no Subete ni Naritai (あなたのすべてになりたい?) (1 de agosto de 1992)
33. Taisetsu na Anata (大切なあなた?) (21 de abril de 1993)
34. A Touch of Destiny (21 de mayo de 1993)
35. Kako Warete, Ai jing (かこわれて、愛jing?) (10 de noviembre de 1993)
36. Mou Ichido, Hajime Kara (もう一度、初めから?) (11 de mayo de 1994)
37. Kagayaita Kisetsu e Tabidatō (輝いた季節へ旅立とう?) (1 de diciembre de 1994)
38. Suteki ni Once Again (素敵にOnce Again?) (21 de abril de 1995)
39. Anata ni Aitakute (あなたに逢いたくて?) ～Missing You～ (22 de abril de 1996)
40. Let's Talk About It (24 de abril de 1996)
41. Good For You (1996)
42. I'll Be There For You (17 de mayo de 1996)
43. Sayonara no Shunkan (さよならの瞬間?) (18 de noviembre de 1996)
44. Watashi Dake no Tenshi (私だけの天使?) ～Angel～ (23 de abril de 1997)
45. Gone with the rain (3 de diciembre de 1997)
46. Koisuru Omoi (恋する想い?) ～Fall in love～ (17 de junio de 1998)
47. Touch the LOVE (26 de noviembre de 1998)
48. Kanashimi no Boat (哀しみのボート?) (27 de octubre de 1999)
49. 20th Party (17 de mayo de 2000)
50. Shanghai Love Song (上海ラブソング?) (7 de junio de 2000)
51. Unseasonable Shore (14 de junio de 2000)
52. True Love Story (27 de septiembre de 2000)
53. The Sound of Fire (29 de noviembre de 2000)
54. Anata Shika Mienai (あなたしか見えない?) (20 de junio de 2000)
55. Ai·Ai (愛・愛?) ～100%・Pure Love～ (14 de noviembre de 2001)
56. Suteki na Ashita (素敵な明日?) (5 de junio de 2002)
57. all to you (2002)
58. just for tonight (2002)
59. Call me (4 de junio de 2003)
60. Aitai (逢いたい?) (26 de mayo de 2004)
61. Smile on me (7 de julio de 2004)
62. Eien Sae Kanjita Yoru (永遠さえ感じた夜?) (2 de febrero de 2005)
63. I'll fall in love (24 de agosto de 2005)
64. Shiawase na Kimochi (しあわせな気持ち?) (21 de septiembre de 2005)
65. bless you (26 de abril de 2006)
66. namidaga tada koborerudake (23 de mayo de 2007)
67. Manatsu No YoNo Yume (Seiko Matsuda x Takashi Fujii) (1 de agosto de 2007)
68. Christmas no yoru (21 de noviembre de 2007)
69. Hanabira Mau Kisetsu ni (19 de marzo de 2008)
70. Love is all (25 de junio de 2008)
71. Ano Kagayaita Kisetsu (22 de octubre de 2008)
72. Ikutsu no Yoake wo Kazoetara (5 de junio de 2010)
73. Tokubetsu na Koibito (23 de noviembre de 2011)
74. Namida no Shizuku (2 de mayo de 2012)
75. LuLu!! (22 de mayo de 2013)
76. Shiroi Tsuki (29 de mayo de 2013)
77. Yume Ga Samete feat Chris Hart (30 de octubre de 2013)
78. I Love You!! ~Anata No Hohoemi Ni~ (21 de mayo de 2014)
79. Eien no Motto Hate Made / Wakusei ni Naritai (28 de octubre de 2015)
80. Bara no Yoni Saite Sakura no Yoni Chitte (21 de septiembre de 2016)

DVD
1. LIVE It's Style '95 (21 de noviembre de 1995)
2. Live Vanity Fair '96 (1 de diciembre de 1996)
3. Bon Voyage ~The Best Lives and Clips~ (1 de diciembre de 1996)
4. Seiko Live'97 My Story (8 de octubre de 1997)
5. SEIKO LIVE '98 FOREVER (21 de octubre de 1998)
6. Seiko Matsuda Zepp Tour 1999 (29 de marzo de 2000)
7. Concert Tour 2000 20th Party (13 de diciembre de 2000)
8. Jewel Box Seiko Matsuda Concert Tour 2002 (20 de noviembre de 2002)
9. Call me Seiko Matsuda Concert Tour 2003 (27 de noviembre de 2003)
10. Seiko Matsuda Count Down Live Party 2003-2004 (10 de marzo de 2004)
11. Seiko Matsuda Concert Tour 2004 Sunshine (17 de noviembre de 2004)
12. 25th Anniversary SEIKO MATSUDA CONCERT TOUR 2005 fairy (23 de noviembre de 2005)
13. SEIKO MATSUDA COUNT DOWN LIVE PARTY 2005-2006 (24 de marzo de 2006)
14. SEIKO MATSUDA CONCERT TOUR 2006“bless you” (4 de septiembre de 2006)
15. SEIKO MATSUDA COUNT DOWN LIVE PARTY 2006-2007 (28 de marzo de 2007)
16. SEIKO MATSUDA CONCERT TOUR 2007 Baby's breath (19 de septiembre de 2007)
17. SEIKO MATSUDA COUNT DOWN LIVE PARTY 2007-2008 (26 de marzo de 2008)
18. SEIKO MATSUDA CONCERT TOUR 2008　My pure melody (22 de octubre de 2008)
19. SEIKO MATSUDA COUNT DOWN LIVE PARTY 2008-2009 (18 de marzo de 2009)
20. Seiko Matsuda Concert Tour 2009 "My Precious Songs" (18 de noviembre de 2009)
21. SEIKO MATSUDA COUNT DOWN LIVE PARTY 2009-2010 (31 de marzo de 2010)
22. SEIKO MATSUDA COUNT DOWN LIVE PARTY 2010-2011 (13 de abril de 2011)
23. Seiko Matsuda Concert Tour 2011 ~Cherish~ (23 de noviembre de 2011)
24. SEIKO MATSUDA COUNT DOWN LIVE PARTY 2011-2012 (28 de marzo de 2012)
25. Seiko Matsuda Concert Tour 2012 Very Very (14 de noviembre de 2012)
26. Seiko Ballad 2012 (27 de marzo de 2013)
27. SEIKO MATSUDA CONCERT TOUR 2013 A Girl in the Wonder Land ~BUDOKAN 100th ANNIVERSARY~ (20 de noviembre de 2013)
28. 2013 New Year's Eve Live Party ~Count Down Concert 2013-2014~ (26 de marzo de 2014)
29. ~Pre 35th Anniversary~ SEIKO MATSUDA CONCERT TOUR 2014 Dream & Fantasy (12 de noviembre de 2014)